# Александр Барон
Александр Барон (нар. 15 січня 1983) — польський шеф-кухар.

## Кар'єра
Вивчав скульптуру у Варшавській академії образотворчих мистецтв та історію мистецтв у Варшавському університеті. Розпочав свою кулінарну кар'єру в Единбурзі, Шотландія.
Повернувшись до Польщі у 2009 році, керував рестораном «Новий чудовий світ» у ресторані журналу Krytyka Polityczna. У 2010 році створив власний ресторан — «Solec 44» і керував ним до закриття в грудні 2017 року.
У червні 2018 року став шеф-кухарем ресторану «ZONI» у приміщенні колишнього горілчаного заводу «Koneser» у варшавській Празі. У листопаді 2018 року отримав звання «Шеф-кухар завтра» (Chef de L'avenir) від Gault & Millau. Керував кухнею «ZONI» до червня 2019 року. Влітку 2019 року відкрив нову гастрономічну концепцію — «Baron — The Family» — об'єднавши групу любителів їжі.
Олександр Барон тісно співпрацює з Інститутом Адама Міцкевича та Полоною у просуванні польської кухні та культури, а також із Музеєм історії польських євреїв POLIN, де займається ашкеназькою кухнею.
Також відомий як популяризатор традиції ферметизації їжі, на якій базувалася оригінальна кухня Сольця. Описав їх у книзі «Силос і ферментація» (пол. Kiszonki i Fermentacje, видавництво «Паскаль», видання I — 2016, видання II — 2018).
Читає лекції з харчових досліджень в Університеті соціальних та гуманітарних наук у Варшаві та з галузі дизайну їжі в Академії образотворчих мистецтв у Лодзі. Є співавтором книг: «Сувала, Барон та інші. Рецепти та казки» (Видавництво Дві сестри, 2015) та «Між горілкою та Закускою» (видавництво Паскаль, 2017) та автор книги «Силос і ферментація» (Видавництво Паскаль, 2016 та 2018). Був співавтором програми «Вилкою по карті» на телеканалі Kuchnia+.

## Публікації
- Барон, Олександр (2015). Сувала, Барон та інші. Рецепти та розповіді. Варшава: Дві сестри. ISBN 978-8363696757
- Барон, Олександр (2016). Силос і бродіння. Бельсько-Бяла: Видавництво Паскаль. ISBN 978-8376429250
- Барон, Олександр (2017). Між горілкою та закускою. Бельсько-Бяла: Видавництво Паскаль. ISBN 978-8381031073
- Барон, Олександр (2018). Силос і бродіння. Новий бестселер. Бельсько-Бяла: Паскаль ISBN 978-8381032735